# Asunción Escalada
Asunción Escalada (Asunción, 1850 - Buenos Aires, 1894) fue una educadora paraguaya.

## Biografía
Escalada nació en Asunción el 27 de agosto de 1850. Era nieta del educador argentino Juan Pedro Escalada (1777-1869), e hija de Juan Manuel Escalada y Casimira Benítez.

## Carrera
Comenzó a enseñar durante la Guerra de la Triple Alianza, trabajando en una pequeña escuela primaria en Atyra.
En octubre de 1869, escribió un artículo defendiendo la educación de la mujer en el primer número del periódico La Regeneración. En noviembre del mismo año, bajo su dirección, se inauguró la Escuela Central de Niñas en Asunción. Según algunas fuentes, permaneció en la escuela hasta 1875; según otras fuentes, solo estuvo ahí por un corto período antes de abrir su propia escuela privada, que dirigió hasta 1875.

## Vida privada
Se casó con el político Jaime Sosa Escalada. Entre sus hijos estaban Marcial Sosa Escalada (nacido en 1873), y el guitarrista Gustavo Sosa Escalada (1877-1943). Ella también fue mecenas del alumno de su hijo Gustavo Sosa, el guitarrista Agustín Barrios.
Exiliada con su esposo, murió en Buenos Aires el 11 de diciembre de 1894. El Liceo Nacional Asunción Escalada lleva su nombre.